# 王國顯
王國顯（1927年12月—2020年8月24日），華裔美籍基督教傳道人，福音作家。

## 生平
早年是中國基督教家庭教會領袖林獻羔的青年同工。1955年因不願意加入三自愛國教會被捕入獄。
1957年獲釋後，獲准到香港，然後移民到美國，居住在舊金山，服事當地的教會。2020年8月24日逝世，享年92歲。

## 著作
- 《行過了死蔭的幽谷》──作者的自傳
- 《在基督裏長進》
- 《有一人比所羅門更大》
- 《各房靠祂聯絡得合適》——教會生活的認識與操練
- 《配得那世界的人》——路加福音讀經劄記
- 《要在主裏同心》——腓立比書讀經劄記
- 《更美之約的中保》——希伯來書讀經劄記
- 《你們要住在主裏面》——約翰壹、貳、叁書讀經劄記
- 《在曠野飄流四十年》——民數記讀經劄記
- 《你們要謹守遵行》——申命記讀經劄記
- 《你當剛強壯膽》——約書亞記讀經劄記
- 《耶路撒冷中的歡聲》——以斯拉記、尼希米記、以斯帖記讀經劄記
- 《神眼中看為正的事》
- 《走天路的教會》──教會歷史；博饒本著，梁素雅、王國顯譯

所有上述書籍均由香港晨星出版社發行。

## 外部連結
- House of God in San Francisco ──含王國顯的最近講辭的教會網站
- 網站搜索結果 （页面存档备份，存于） ——王國顯弟兄主日講道列表
- Bible Study （页面存档备份，存于） ——王國顯弟兄帶領的聖經學習錄音